# Calycomyza servilis
Calycomyza servilis este o specie de muște din genul Calycomyza, familia Agromyzidae, descrisă de Spencer în anul 1973. Conform Catalogue of Life specia Calycomyza servilis nu are subspecii cunoscute.